# 井上瑤
井上 瑤（いのうえ よう、1946年〈昭和21年〉12月4日 - 2003年〈平成15年〉2月28日）は、日本の女性声優、放送作家、占い師、ダンサー。東京都品川区大崎出身。

## 略歴
1970年代から2003年初めまで活躍。東京都立八潮高等学校、早稲田大学卒業。
フリー、新企画、同人舎プロダクション、ピラミッド、ドゥ・コーポレーション、オフィス央、ぷろだくしょんバオバブ、大沢事務所、東京俳優生活協同組合などに所属した。

### 生い立ち
幼女期は目黒川の川っぺりを、泥んこになりがら過ごしていた。
幼稚園の頃は学校の教師になることを夢を見ていたが、その頃に始めたモダンダンスに魅力に取りつかれて小学生になった頃にはステージダンサーになることを決める。
小学中学時代は、学校から帰宅してから机にかじりついてガリ勉していたわけではなかったが成績は優秀だった。その上、水泳の名手で歌唱力も十分であり、頭がいい上に、行動力に富み、人付き合いもよかったという。生来から目立ちたがり屋だったことから、圧倒的に役者になりたく学芸会ではスターだった。しかし高校時代には、井上自身でも「ありゃりゃ……」と驚くほど成績が悪くなり、体操、音楽、国語だけは5だが、あとの課目は全部2ばかりで数学、化学は、サッパリだめだった。その時に自分の長所、短所を知って演劇人になることを決めた。

### キャリア
大学時代の放課後は、「好きな演劇を」と思い、劇研に所属していた。当時の訓練は、毎日腹筋運動50回、発音・発声から滑舌法、歩き方等々、プロの俳優訓練も顔負けの猛特訓で、入会早々度肝を抜かれたが、この特訓により、演劇人としての基礎を身につけることができたという。大学時代の卒論は「対人認知」で他人と接した場合、その人物をどう認識するか、という心の問題に取り組んだものだった。芝居がしたかったことから教職課程は敢えてとらなかったという。卒業後は早稲田小劇場に進んだが、劇団自体が主宰者を中心にガッチリ組織され、そういう雰囲気に自分の体質とまったく合わなかったことから1年で退団。劇団退団後、ブラブラしていたところ、友人が「銀座に気軽なバーがあるから勤めてみないか」と誘いをかけてくれて、酒も飲めなかったが、ノコノコと出かけてみたという。当時は店の雰囲気は気軽で、服装もジーパン姿で結構という客層もマスコミ関係の若いアーティストが多く明るく、自分の陽気な性格に「ピッタリ」と思い、ここで働くことにしていた。新しい感覚のマスコミ関係者たちと接して、大いに学ぶことができ、アルバイトで始めたTBSの朝のテレビ番組『ヤング720』を皮切りに放送タレントの道へ。当初はタレントになろうという気はなかった。テレビに出はじめて3か月目ぐらいに街歩いたところ人が指さし、井上はタレントになったつもり全然ないことから、原因がわからず、気持ち悪かったという。クイズ番組『ベルトクイズQ&Q』の声、『モーニングジャンボ』などTBSのテレビ番組に出演。テレビに出演後に気付いたことは、視聴者に顔を知られると、街を歩くのが不自由になることだった。その時に「テレビだ!」とハタと気づいたワケで以後、声の仕事に切りかえた。デモテープを制作して、紹介されていた十社ほどの番組製作会社に持ち込み、CM、DJの仕事が舞い込み、声優としての活動を始める。
初レギュラーは『シートン動物記 くまの子ジャッキー』のアリス役。当初、アニメの仕事は苦手であり、アテレコのある日は朝から腹が痛くなっていたという。アニメの売れっ子になった後も「絵は演技をしてくれないから、こちらが懸命に演じていかなければならないので大変、とてもエネルギーの消耗する仕事」と言っていた。それだけに、絵のキャラクターに近づく努力をしていたところ、絵のほうが逆にこちらにぐんぐん接近してくるように感じることがあり、その時には、嬉しくなっていたという。
声優活動以外にも自分の出演番組の台本を書いていたことから、放送作家の仕事が舞い込むようになり、1980年代初めまで、『お笑い頭の体操』『相性診断ピッタンコ』などの構成台本や『クイズダービー』の問題作成の仕事を行なった。同時期には西田堯の下でモダンダンスを学び、国立劇場、日生劇場の舞台に立つ。また「レイ・ホシコ」という名の占い師という顔も持つなど、多才ぶりを発揮していた。

### 晩年・死去
2000年放映開始の『遊☆戯☆王デュエルモンスターズ』に獏良了役でキャスティングされていたが、体調不良のため41話までで降板。同役は松本梨香が最終回まで継いだ。
古谷徹によると2001年の冬に癌が見つかり、その時点でかなり進行していた。2002年、手術をして快方に向かったが、2003年時点でほんの数ヶ月前に再発。
2003年2月28日9時29分、東京都目黒区の病院で肺水腫のため死去、56歳没。葬儀には『機動戦士ガンダム』で井上の担当したキャラクターであるキッカ・キタモトとハロの人形が飾られた。最後の声優参加は、ニンテンドー ゲームキューブ用ゲーム『機動戦士ガンダム 戦士達の軌跡』のセイラ・マスである。このゲームには、エンディングにスタッフからのメッセージが表示され、ゲーム発売前に亡くなった井上への追悼の言葉が含まれている。喪主は実弟が務めた。

## 人物・エピソード
- 役柄は知的な女性役とやんちゃな少年役を同時にこなしていた[11]。
- 150cmほどの小柄で痩せた体つきに童顔であったため、20歳代後半になっても子供と間違われることがたびたびあったという[4]。夜分遅く仕事帰りに町を歩いていたら、警察に「お嬢ちゃん」と呼び止められ、既に人妻（後に離婚）であり、年齢・経歴を話しても信じてもらえなかったというエピソードが存在する。
- 明るくインテリな性格の反面、行動力には優れており、思い立つとすぐに実行するタイプであった。数々の海外旅行はその例である[12]。
- 1982年頃に三ツ矢雄二と汀夏子のラジオ番組『VAPOUT』にゲスト出演した際、容姿を見た汀に「原始人のよう」と言われた[要出典]。
- 1970年秋にクラシックのギタリストと結婚したが、『闘将ダイモス』のカイロ役を演じていた頃、相手の女性問題で7年と9ヶ月で離婚した[2][4]。しかし1981年時点では結婚していたことに感謝しており、7年9ヶ月は人間的な財産として残ったと語り、この前、偶然、相手から電話があったことから「ありがとう」とお礼言っていたという[4]。新たな人生のスタートを切った矢先、10年以来、病の床にあった母が癌で死亡[2]。涙のかれるほど泣いたあと、本当の新しい人生が始まり、『プラレス3四郎』のシーラ・ミスティ役、『スプーンおばさん』のバケット役、『さすがの猿飛』の出門葉子役、『うる星やつら』のラン役と子供から変人・奇人の類のキャラまで、幅広く演じることができ、当時の若手声優の中でも貴重な存在となったという[2]。
- 1984年2月末から1985年5月上旬まで、1年3か月に渡ってインドなど6カ国へ旅行。インドには6か月半滞在した[13]。この旅行のために、『うる星やつら』のラン役など当時レギュラーで出演していたキャラクターは、一旦すべて降板した。ラン役は小宮和枝が引き継いだ。この間に『機動戦士Ζガンダム』にセイラが1カット登場したが、セリフはなかった。
- 『うる星やつら』では前述のとおり、長期の海外旅行のためにラン役を降板しているが、1986年公開の『うる星やつら4 ラム・ザ・フォーエバー』では友引町役、原作の最終エピソードを映画化した1988年公開の『うる星やつら 完結篇』では、闇の世界の住人・カルラ役で出演している。なお、帰国後もラン役には復帰していない。
- 占い師として、人気絶頂の頃のYMOを1983年頃活動を終えると予言したり（坂本龍一を姓名判断した際、細野晴臣と衝突、分裂するだろうと予言）、テレビで見た人物に対して「近々、いいことがありそう」などと評して的中させたという。また『スネークマンショー』で共演した伊武雅之に「名前の最後の字を2画の字にするといい」とアドバイスし、伊武はそのアドバイスを受け入れ、現在の芸名・伊武雅刀に改名した。
- 裁縫・料理ともに得意で、スタジオ内で声優仲間に手作りの食べ物をわけたり、非常にもてなしの精神に富んでいた。なお、古谷徹は彼女の作るカレーについて「とても美味しかったんだけど、ものすごく辛かった」とコメントしている[14]。
- シャア・アズナブル役の池田秀一によると、井上はセイラ・マス役でもミスを出さないほど、役への入れ込み・声優としての実力において優れていたという[15]。なお、池田は井上を「アルテイシア」と呼んでいた。
- 井上がとりわけ気に入っていた作品としては、NHK『こどもにんぎょう劇場』を本人が挙げている。ラジオ形式の仕方でとられるこの作品は、井上の録音後それにあわせて人形が動くため、井上の演技が問われるところとなり、本人はこどもの反応などを注意しつつ演じていた。こどもに想像力を与えるこうした作品は、井上にとって非常に大切であったという[16]。
- 『遊☆戯☆王デュエルモンスターズ』で共演した近藤孝行によれば、井上は収録当時に体調を崩し辛そうにしている近藤を見て、最後まで優しく背中を擦ってくれたという（その後、近藤は大病が発覚して入院することになり、一度降板した）。井上自身もこの時すでに体を壊していたかもしれないにもかかわらず、自身の体調を気にかけてくれたため、近藤は井上の人柄を「僕にとっては本当に天使の様な方でした」と述懐している[17]。
- オーストリア人の夫ピーターとは南インドで知り合い、交際後結婚。井上が母親の死により意気消沈していた頃、「インドが呼んでいる気がする」という直感のもと、インドへ旅行。その先で予感を裏付けるかのごとく、夫と知り合うことになる。その夫が先立った後散骨のためオーストリアへ渡航したが体調不良のため帰国し、癌に侵されていることが判明[15]。その後約二年間の闘病後永眠に至った。夫と井上の遺骨は遺族により夫が一番好きだったオーストリアの田舎にある古城に散骨された。
- シャア役の池田もアムロ・レイ役の古谷徹も、井上の訃報を聞いたときは非常に悲しんだという。池田はあまりの悲しみに別れを言う辛さから葬儀には行くことが出来なかった。「大好きだったお母ちゃんとピーターのそばで幸せにね!」と言う古谷の談話は涙を誘った[18]。
- 死後2006年に公開された『機動戦士ΖガンダムIII A New Translation -星の鼓動は愛-』にセイラが1カットだけ登場したが、その際は『機動戦士ガンダム めぐりあい宇宙編』での井上の音声が抜き出されて使用（ライブラリ出演）された。
- 趣味はモダンダンス[6]。

## 後任
井上の死後、持ち役を引き継いだ人物は以下の通り。
ただし、井上に限らず、他の声優陣も大幅に一新した作品や、コンセプトが違う作品についてはこの表に掲載しない。
| 後任       | 役名                   | 概要作品                                               | 後任の初担当作品                                                 |
| ---------- | ---------------------- | ------------------------------------------------------ | ---------------------------------------------------------------- |
| 松本梨香   | 獏良了                 | 『遊☆戯☆王デュエルモンスターズ』                       | 第50話                                                           |
| 松本梨香   | ハロ                   | 『機動戦士ガンダム』                                   | 『SDガンダム GGENERATION-F』                                     |
| 早間京子   | イワーノ・ゲペルニッチ | 『マクロス7』                                          | 『第3次スーパーロボット大戦α 終焉の銀河へ』                      |
| 小宮和枝   | ラン                   | 『うる星やつら』                                       | 『うる星やつら ザ・障害物水泳大会』                              |
| 城雅子     | ラン                   | 『うる星やつら』                                       | 『Pうる星やつら〜ラムのLoveSong〜』                              |
| 皆川純子   | 乱童                   | 『幽☆遊☆白書』                                         | 『THE BATTLE OF 幽☆遊☆白書 〜死闘！暗黒武術会〜 120%フルパワー』 |
| 天野由梨   | 香貫花・クランシー     | 『機動警察パトレイバー』                               | 『スーパーロボット大戦Operation Extend』                         |
| 日下ちひろ | 松野おそ松             | 『おそ松くん〈第2作〉』                                | 『パチスロ版』                                                   |
| 庄子裕衣   | 松野おそ松             | 『おそ松くん〈第2作〉』                                | 『CRおそ松くん』                                                 |
| 平辻朝子   | ナレーション           | 『フジパン民話テレホンサービス「とんと昔あったとさ」』 |                                                                  |
| 有賀由樹子 | キャリー               | 『トランザム7000』                                     | 追加収録部分                                                     |

## 出演
太字はメインキャラクター。2004年以降の作品は生前の音声を引用したライブラリ出演。

### テレビアニメ
1976年
- ポールのミラクル大作戦（チック、ストーン、生物A、ミリカ、レッド、ポッポ）
- ろぼっ子ビートン（女の子）

1977年
- 一発貫太くん（戸馳七郎）
- シートン動物記 くまの子ジャッキー（アリス）
- ヤッターマン（チロ、ヒメ子、ケロッパ、ピノッキン、ペック）

1978年
- 家なき子
- 宇宙魔神ダイケンゴー（オトケ）
- 科学忍者隊ガッチャマンII（パイマー、藤堂シロー、ユカリ、ベニー）
- 無敵鋼人ダイターン3（1978年 - 1979年、三条レイカ）
- 闘将ダイモス（1978年 - 1979年、カイロ）
- 未来少年コナン

1979年
- 科学忍者隊ガッチャマンF（アンナ、カミーラ）
- 機動戦士ガンダム（1979年 - 1980年、セイラ・マス、淑女A）
- 新・巨人の星II（サチコ）
- こぐまのミーシャ（1979年 - 1980年、ニャーゴ 他）
- ゼンダマン（牛若丸）
- 闘士ゴーディアン（ピーチィ）
- 未来ロボ ダルタニアス（1979年 - 1980年、軽井まなぶ）
- 野球狂の詩（少年、武司）

1980年
- 伝説巨神イデオン（1980年 - 1981年、フォルモッサ・シェリル、パイパー・ルウ）

1981年
- ゴールドライタン（1981年 - 1982年、ヒロ）
- ダッシュ勝平（シェリー、菊池）
- 鉄腕アトム (アニメ第2作)（火の玉小僧）
- ヤットデタマン（アラジン、ジャック）

1982年
- うる星やつら（1982年 - 1985年、ラン〈初代〉、少女）
- さすがの猿飛（出門葉子）
- 忍者マン一平（柳生一平）

1983年
- イタダキマン（オスカー、サム）
- スプーンおばさん（バケット、ピー、サーラ・ベーコン）
- プラレス3四郎（1983年 - 1984年、シーラ）
- 魔法の天使クリィミーマミ

1984年
- 特装機兵ドルバック（コニー）

1985年
- ダーティペア（セールスマンC）
- ハイスクール!奇面組（1985年 - 1987年、天野邪子）

1986年
- 機動戦士ガンダムΖΖ（セイラ・マス）

1987年
- シティーハンター（ボス）
- ドテラマン（インセ鬼）

1988年
- おそ松くん（1988年版）（1988年 - 1989年、おそ松）
- ドクター秩父山

1989年
- 青いブリンク（テン）
- 昆虫物語 みなしごハッチ（ヤン）
- ジャングル大帝（新）（アムジ）
- それいけ!アンパンマン（てんどん母さん〈初代〉、くろべえ〈初代〉）
- らんま1/2（実況アナ、輪子） - 2シリーズ

1990年
- 機動警察パトレイバー（香貫花クランシー）
- 魔法のエンジェルスイートミント（ジュン）
- 雲のように風のように（江葉）
- たいむとらぶるトンデケマン!（クレオパトラ）
- 楽しいムーミン一家（1990年 - 1991年、ビフスラン）

1991年
- バカボンおそ松のカレーをたずねて三千里（おそ松）

1992年
- ボーイフレンド（高刀正彦）
- 魔法のプリンセス ミンキーモモ 夢を抱きしめて（クリス）
- 幽☆遊☆白書（1992年 - 1993年、少林 / 乱童）

1994年
- マクロス7（イワーノ・ゲペルニッチ）

1996年
- 少年サンタの大冒険!（ザーライン女王）

1999年
- 魔法使いTai!（油壷亜希子）

2000年
- ビックリマン2000（義理義理ッス、流感マダム）
- 遊☆戯☆王デュエルモンスターズ（獏良了〈初代〉）

2001年
- PROJECT ARMS（メアリー・カッツ）

### 劇場アニメ
1980年
- がんばれ!! タブチくん!! 初笑い第3弾 あゝツッパリ人生

1981年
- 機動戦士ガンダム（1981年 - 1982年、セイラ） - 3作品

1982年
- THE IDEON（シェリル） - 2作品

1983年
- うる星やつら オンリー・ユー（ラン）

1984年
- 地球物語 テレパス2500（エリダ）

1986年
- うる星やつら4 ラム・ザ・フォーエバー
- ハイスクール!奇面組（天野邪子）

1988年
- うる星やつら 完結篇（カルラ）
- 機動戦士SDガンダム（セイラ）

1989年
- おそ松くん スイカの星からこんにちはザンス!（おそ松）
- 機動警察パトレイバー the Movie（香貫花クランシー）

1991年
- ガンバとカワウソの冒険（キマグレ）

1993年
- カッパの三平（黒磨）
- 機動警察パトレイバー 2 the Movie（香貫花クランシー）
- クレヨンしんちゃん アクション仮面VSハイグレ魔王（ハラマキレディA）

1994年
- 餓狼伝説 -THE MOTION PICTURE-（パーニー）

1995年
- マクロス7 銀河がオレを呼んでいる!（ゲペルニッチ）

1997年
- 劇場版 天地無用! 真夏のイヴ（由厨葉）

2000年
- 機動戦士ガンダム 特別版（セイラ・マス）
- 機動戦士ガンダムII 哀・戦士編 特別版（セイラ・マス）
- 機動戦士ガンダムIII めぐりあい宇宙編 特別版（セイラ・マス）

2006年
- 機動戦士ΖガンダムIII A New Translation -星の鼓動は愛-（セイラ・マス）

2012年
- マクロスFB7 オレノウタヲキケ!（ゲペルニッチ）

### OVA
- リヨン伝説フレア（1986年 - 1990年、ネリス） - 2作品[一覧 4]
- 機動警察パトレイバー アーリーデイズ（1988年、香貫花クランシー[42]）
- 機動戦士SDガンダム MARK-II（1989年、セイラ）
- バオー来訪者（1989年、ソフィーヌ）
- おそ松くん イヤミはひとり風の中（1990年、おそ松）
- 機動警察パトレイバー（香貫花クランシー[43]）
- ハロー張りネズミ 〜殺意の領分〜（1992年、ロマンのママ）
- 赤ずきんチャチャ（1995年 - 1996年、もみじ園長）
- GUNDAM EVOLVE 1 RX-78-2 GUNDAM（2001年、セイラ・マス）

### ゲーム
1992年
- シェイプシフター・魔界英雄伝（グレートマザー）

1993年
- 機動警察パトレイバー 〜グリフォン篇（香貫花・クランシー）

1996年
- 機動戦士ガンダム ver.2.0（キッカ、セイラ・マス）

1998年
- SDガンダム GGENERATION（1998年 - 2025年、セイラ・マス） - 10作品
- スーパーロボット大戦F 完結編（セイラ・マス、フォルモッサ・シェリル、パイパー・ルウ）
- 双界儀（立科冱）

1999年
- スーパーロボット大戦シリーズ（1999年 - 2013年、セイラ・マス） - 5作品

2000年
- 機動戦士ガンダム（セイラ・マス）
- サンライズ英雄譚R（セイラ・マス）
- スーパーロボット大戦α（2000年 - 2001年、三条レイカ、セイラ・マス） - 2作品

2001年
- SIMPLEキャラクター2000 ハイスクール!奇面組THE テーブルホッケー（天野邪子）
- スーパーロボット大戦α外伝 / IMPACT（2001年 - 2002年、三条レイカ） - 2作品

2003年
- 機動戦士ガンダム めぐりあい宇宙（セイラ・マス）

2004年
- 機動戦士ガンダム 戦士達の軌跡（セイラ・マス）

2005年
- 機動劇団はろ一座 ハロのぷよぷよ（セイラ・マス）
- 機動戦士ガンダム0079カードビルダー（セイラ・マス）
- 第3次スーパーロボット大戦α 終焉の銀河へ（フォルモッサ・シェリル、パイパー・ルウ）

2011年
- 機動戦士ガンダム 新ギレンの野望（セイラ・マス）

2012年
- 機動戦士ガンダム オンライン（セイラ）

2023年
- マクロス -Shooting Insight-（イワーノ・ゲペルニッチ）

### 吹き替え

#### 女優
- サリー・フィールド
  - 奇跡の旅（サシー）
  - トランザム7000（キャリー）※フジテレビ版
  - ポセイドン・アドベンチャー2（セレステ・ホイットマン）※TBS版

#### 映画
- 愛の選択（ヒラリーの母〈エレン・バースティン〉）
- IP5/愛を探す旅人たち（ジョッキー）※ソフト版
- 風と共に去りぬ（プリシー〈バタフライ・マックイーン〉）※日本テレビ新録版
- 小公子
- 大福星（ウー：シベール・フー）
- ダーティ・メリー/クレイジー・ラリー（メリー・クームズ：スーザン・ジョージ）※フジテレビ版
- トップガン（キャロル：メグ・ライアン）※フジテレビ版
- 永遠に美しく…（ヘレン：ゴールディ・ホーン）※ソフト版
- 永遠のワルツ/白い犬とワルツを（ケイト：クリスティーン・バランスキー）
- オスカー・ワイルド（エイダ・レヴァーソン：ゾーイ・ワナメイカー）※VHS版
- がんばれ!ベアーズ 特訓中（トビー・ホワイトウッド：デヴィッド・スタンボー）※テレビ朝日版
- チャーリー（ハンナ・チャップリン：ジェラルディン・チャップリン）
- 天国の日々（アビー：ブルック・アダムス）
- 裸の十字架を持つ男/エクソシストフォーエバー（ナンシー：リンダ・ブレア）
- バタリアン2（ジェシー）
- バーチャル・ウォーズ（マーニー・バーク）※VHS版
- 秘密と嘘（シンシア：ブレンダ・ブレッシン）
- ブロードウェイのダニー・ローズ（ティナ：ミア・ファロー）
- ベイブ（ネコのダッチェス〈ルシー・テイラー〉）※ソフト版
- ボーイズ'ン・ザ・フッド（ベイカー夫人）
- マッドマックス
- ミスティック・ピザ（ジョジョ：リリ・テイラー）
- ミス・マープル カリブ海の秘密
- メン・イン・ブラック（ベアトリス）※日本テレビ版
- ヤァヤァ・シスターズの聖なる秘密（ニーシー：シャーリー・ナイト）
- ラスト・ドラゴン
- レジェンド/光と闇の伝説（ガンプ）
- 私が愛したグリンゴ（ガルデュナ）

#### テレビドラマ
- 新アウターリミッツ（テレサ・ギブンズ：アマンダ・プラマー）
- 世界の料理ショー マリーおばさんのチャオ・イタリア（マリー・アン・エスポジート）
- ダーマ&グレッグ（マーシー）
- 名探偵ポワロ ※NHK版
  - 「夢」（ルイーズ・ファーリー）
  - 「グランド・メトロポリタンの宝石盗難事件」（グレース）
  - 「ポワロのクリスマス」（ステラ）
- ライオンたちとイングリッシュ

#### アニメ
- スワン・プリンセス2/魔王の城（ユバータ）
- スワン・プリンセス3/禁断の書（ユバータ）
- がんばれスヌーピー（サリー・ブラウン)

### ラジオ
- それいけスネークマン（TBS）
- スヌーピーとチャーリー（サリー）
- お話でてこい（NHKラジオ第2放送）
- ラジオSFコーナー（NHKラジオ　ヨコジュンのハチャハチャSFコーナー　1979：6/4・6/6・6/8・9/24・9/26・9/28）

### CD
- スネークマンショー
- 未来放浪ガルディーン 大歌劇（シャラ）

### 人形劇
- こどもにんぎょう劇場（NHK教育）
  - 「うりこひめとあまのじゃく」（瓜子姫）
  - 「おやゆびひめ」（親指姫以下全ての登場人物）
  - 「ふたりのおかあさん」
  - 「マッチうりの少女」
  - 「およめさんもらっちゃった」
  - 「ゆきおんな」
  - 「おむすびころりん」
  - 「おさるとホタル」
  - 「あまのはごろも」（ナレーション、女の子）
  - 「ゆきわたり」
  - 「ひとつのねがい」
  - 「ゆうびんやさんのはなし」
  - 「そのゆめ買った!」
  - 「くもの糸」（ナレーション）

### その他コンテンツ
- SDガンダム GGENERATION CM（セイラ・マス）
  - SDガンダム GGENERATION-ZERO CM
- お話でてこい（朗読）
- 川の子クークー（ポーポーの声）
- クイズダービー（スタッフ = 問題作成）
- ごんぎつね（新美南吉記念館）※ビデオシアターで月替わりで放映されている10分ほどの作品全編のナレーションとして出演
- フジパン民話テレホンサービス『とんと昔あったとさ』（初代ナレーション〈1981年 - 2003年〉）
- ベルトクイズQ&Q（スタッフ = 番組構成に加え、性格診断コンピュータの声を担当）
- 無敵鋼人ダイターン3 ソノシート（三条レイカ、コロス）

## 著書
- 井上瑶の南洋じゃ美人（1983年、三修社）ISBN 978-4384037296